# Лекарственное растительное сырьё
Лека́рственное расти́тельное сырьё (ЛРС) — растительное сырьё, разрешённое уполномоченным на то органом в установленном порядке для медицинского применения.
Лекарственное растительное сырьё заготавливают как от дикорастущих, так и от культивируемых лекарственных растений. Качество сырья определяют по внешними признакам и числовым показателям, из которых основным является содержание действующих веществ.
В СССР в год заготовляли около 20 тысяч т природного растительного сырья, и ещё около 10 тысяч т давали специализированные совхозы и колхозы, в которых выращивали лекарственные растения, введённые в культуру.

## Виды растительного сырья
Растительное сырьё используется в свежем и высушенном виде.
Подземные органы:
- Корни (лат. Radices) — цельные или в кусках, высушенные, реже свежие, очищенные или отмытые от земли, освобождённые от других частей растения, собранные ранней весной или поздней осенью корни.
- Корневища (Rhizomata) — цельные или в кусках, высушенные, реже свежие, очищенные или отмытые от земли, освобождённые от других частей растения, собранные ранней весной или поздней осенью корневища.
- Корневища с корнями (Rhizomata cum radicibus) — цельные или в кусках, высушенные, реже свежие, очищенные или отмытые от земли, освобождённые от других частей растения, собранные ранней весной или поздней осенью корневища с отходящими от них корнями.
- Корневища и корни (Rhizomata et radices) — цельные или в кусках, высушенные, реже свежие, очищенные или отмытые от земли, освобождённые от других частей растения, собранные ранней весной или поздней осенью корневища и корни, отделённые друг от друга.
- Клубни (Tubera)
- Луковицы (Bulba)
- Клубнелуковицы (Bulbotubera)

Надземные органы:
- Трава (Herba) — высушенная, реже свежая, собранная в фазу цветения надземная часть травянистых растений, освобождённая от подземных органов.
- Побеги (Cormus) — высушенные, реже свежие, собранные в фазу цветения молодые побеги деревьев и кустарников.
- Листья (Folia) — высушенные, реже свежие, собранные в фазу цветения листья.
- Цветки (Flores) — высушенные, реже свежие соцветия или отдельные цветки.
- Бутоны (Alabastra)
- Почки (Gemmae)
- Кора (Cortex) — высушенные, реже свежие куски коры, собранные ранней весной.
- Плоды (Fructus)
- Семена (Semina)
- Ягоды (Baccae)

Цельное растение традиционно применяется в гомеопатии.

## Заготовка растительного сырья
Подземные органы обычно заготавливают осенью или ранней весной.
Исключения:
- Лапчатка прямостоячая (Potentilla erecta) — без надземной части невозможно найти растение, поэтому собирают в конце лета.

Трава и побеги.
Заготавливают обычно в фазу цветения.
Исключения:
- Багульник болотный (Ledum palustre) — во время цветения собирать опасно для жизни и здоровья.

- Цветки — в фазу цветения.
- Бутоны — в фазу бутонизации.
- Плоды и соплодия — в период плодоношения.
- Почки — ранней весной.
- Кора — в фазу сокодвижения (обычно ранней весной).